# مرد تیتانیومی
مرد تیتانیومی (به انگلیسی: Titanium Man) عنوان دو شخصیت خیالی ابرشرور در کتاب‌های کامیک منتشر شده توسط مارول کامیکس است. نخستین شخصیت مرد تیتانیومی به وسیلهٔ نویسنده استن لی و طراح دان هک خلق شده و در قصه‌های در حال تعلیق شمارهٔ ۶۹ (سپتامبر ۱۹۶۵) برای اولین بار معرفی شد.
از این شخصیت در چندین محصول مارول از جمله انیمشین، بازی کامپیوتری و آرکید، سریال تلویزیونی، اسباب‌بازی و کارت بازی استفاده شده‌است.